# Paleistuin

Ligging van de Paleistuin

De Paleistuin, vroeger ook wel Princessetuin genoemd, is een park tussen Paleis Noordeinde en de Prinsessewal in Den Haag.

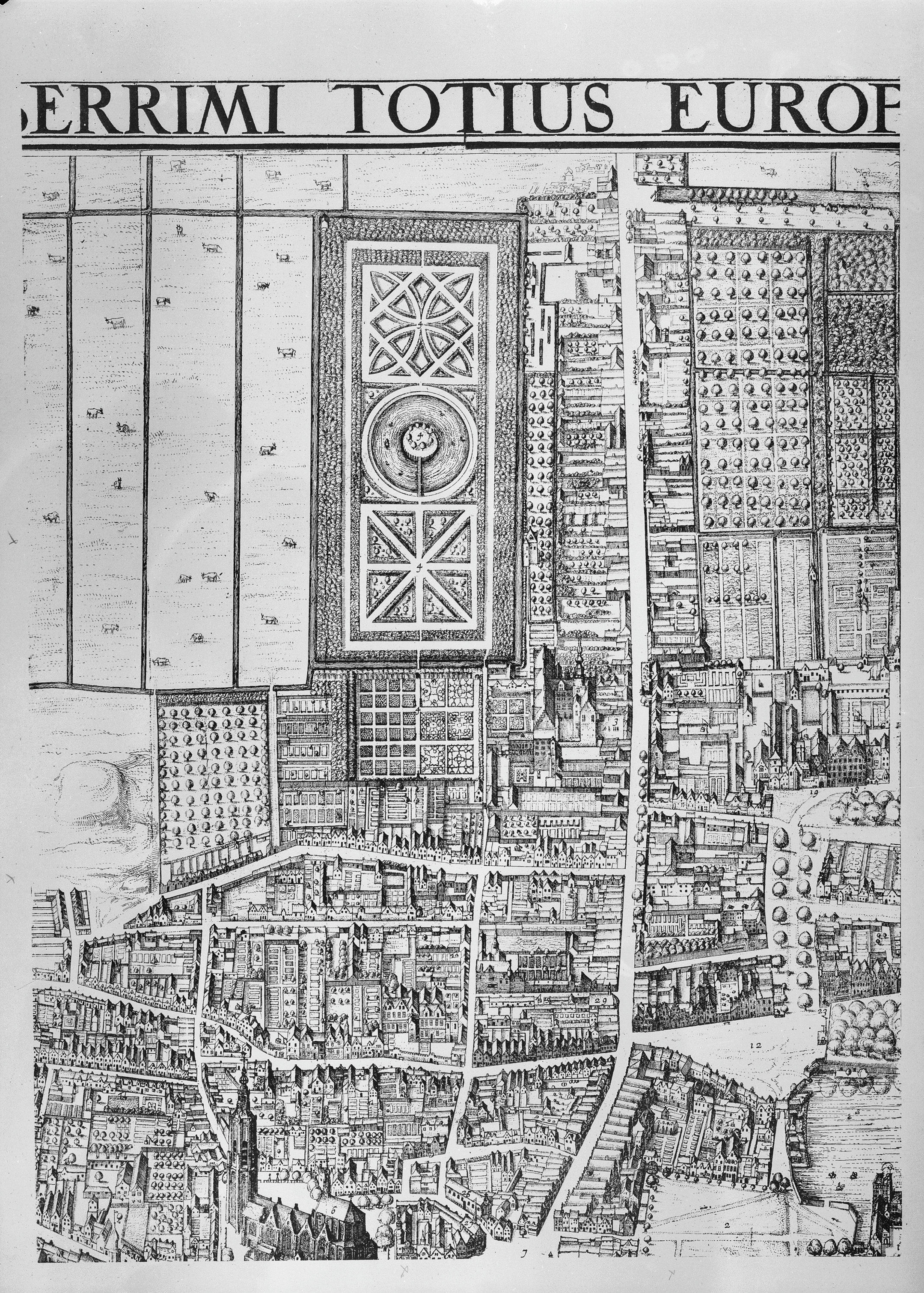
Omgeving Noordeinde in 1616, toen Louise de Coligny met haar zoon Frederik Hendrik het “Oude Hof” bewoonde. De grote siertuin bovenin samen met de kleinschaliger siertuin er direct onder (midden) omvatten ongeveer de huidige locatie van de Paleistuin, toen nog Princessetuin genoemd. (Cornelis Bos)

De tuin loopt door tot aan de Koninklijke Stallen, waarvan de ingang aan de Hogewal ligt. In de tuin staan verscheidene gebouwen, waaronder het Koninklijk Huisarchief. De Koninklijke Stallen zijn vanuit de tuin bereikbaar. De tuin is grotendeels toegankelijk voor het publiek, van zonsopkomst tot zonsondergang. De tuin wordt alleen gesloten als er belangrijke gasten op het paleis zijn.

## Geschiedenis
In 1598 toont een kaart van Jacob de Gheyn (II) direct achter het Oude Hof een stijltuin van bescheiden omvang, welke grensde aan een landelijk gebied met bomen en weilanden.
De Princessetuin, voorganger van de Paleistuin, zal kort na 1609 zijn aangelegd, toen de Staten van Holland en West-Friesland het Oude Hof schonk aan Louise de Coligny, de weduwe van prins Willem van Oranje, die het sinds 1591 huurde en samen met haar zoon Frederik Hendrik bewoonde. Kaarten uit 1616 (Cornelis Bos) en uit 1618 (Braun & Hogenberg) laten een grote stijltuin zien die door de oude stijltuin werd verbonden met het Oude Hof, dat tussen 1640 en 1649 door stadhouder Frederik Hendrik werd verbouwd en uitgebreid tot wat tegenwoordig Paleis Noordeinde wordt genoemd. Ook de oude stijltuin werd in deze periode naar de mode van die tijd ingericht.
Na het overlijden in 1702 van prins Willem III kwam de tuin door erfenis in handen van koning Frederik I van Pruisen, die het Oude Hof door zijn gezanten liet bewonen. Vijftig jaar later werd de tuin gekocht door Anna van Hannover, de weduwe van Willem IV en bleef deze in het bezit van de familie Van Oranje-Nassau, tot de laatste stadhouder Willem V in 1795 na de Bataafse Revolutie het land ontvluchtte en zijn bezittingen werden onteigend. In de 18e eeuw was de inrichting van de grote stijltuin naar de smaak van die tijd aangepast, echter de originele structuren bleven daarbij lange tijd behouden. Pas rond 1780 vonden drastische ingrepen plaats, waarbij de geometrische vormen plaats maakten voor slingerende paden.
Na het vertrek van de Fransen in 1813 kwam de Princessetuin met het paleis in handen van de Nederlandse staat waarna het werd beheerd door de Rijksgebouwendienst. Tussen 1813 en 1940 stond de tuin ter beschikking van de gebruikers en bewoners van het paleis, de opeenvolgende koningen uit het Huis Oranje Nassau. Het is in deze periode dat de naam “Paleistuin” eerst in gebruik raakt ten koste van de oude naam. In de 19e eeuw werd de gehele tuin opnieuw ingericht volgens de inzichten van de Engelse landschapsstijl en toen door de stadsuitbreidingen straten werden aangelegd aan de west- en noordzijde is de tuin aan die zijden omringd door een muur. In 1876-1879 verloor de Paleistuin een deel van haar grondgebied, toen aan de noordzijde de Koninklijke Stallen werden gebouwd en in 1895 toen er ruimte nodig was voor de bouw van het Koninklijk Huisarchief.
Toen na de bevrijding in 1945 koningin Wilhelmina besloot dat zij niet meer gebruik wilde maken van het paleis (de bezetter had het in de oorlog gebruikt), trok in een gedeelte van de gebouwen het International Institute of Social Studies (ISS), dat er tussen 1952 en 1976 voor zorgde dat de Paleistuin overdag een verblijfplaats werd voor de vele internationale studenten. Wanneer Paleis Noordeinde in de jaren 1977 tot 1984 wordt gerestaureerd voor de nieuwe koningin (Beatrix), worden ook de tuinen grondig onder handen genomen.

## Bijzondere gebeurtenissen

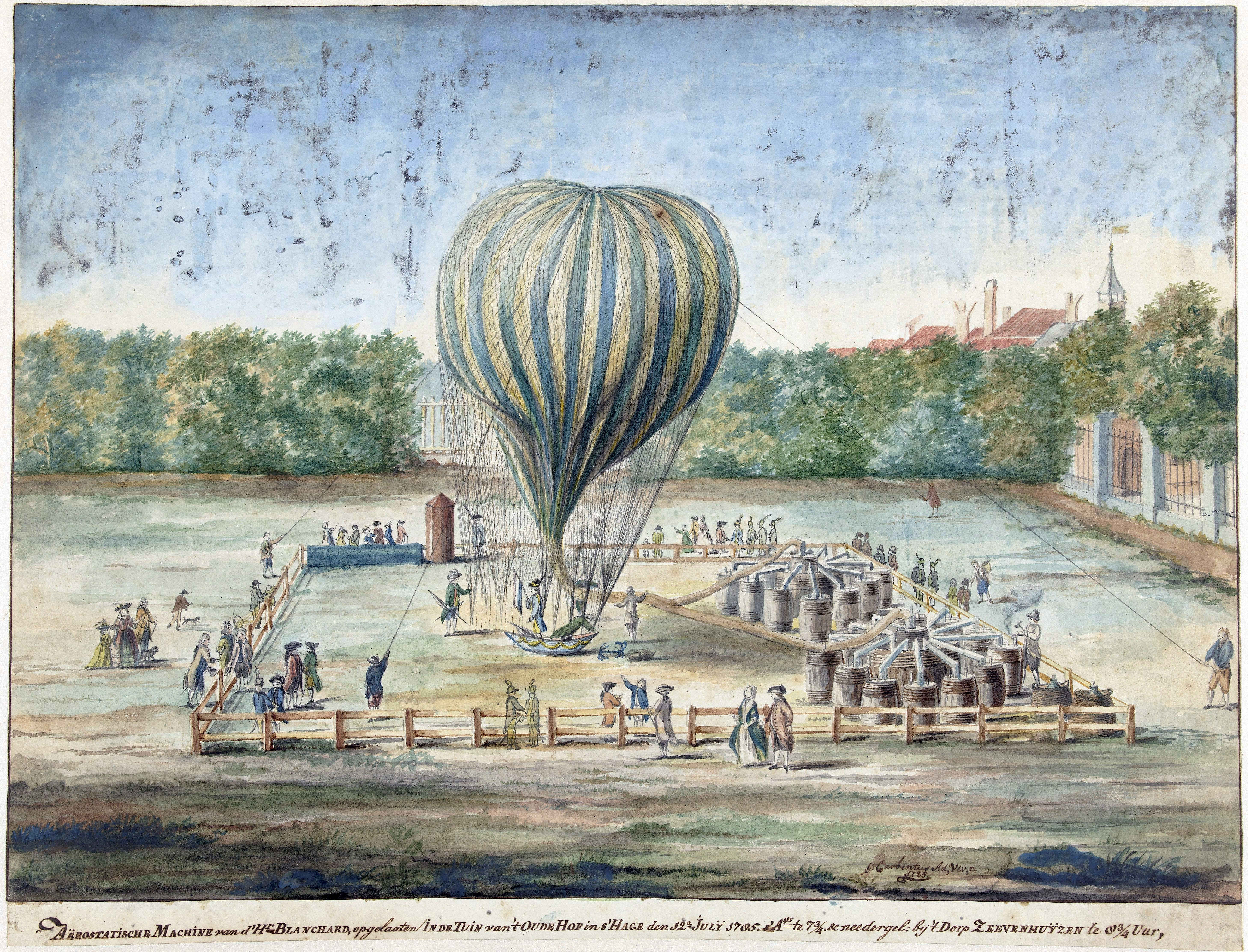
Het oplaten van de luchtballon van de Fransman Jean-Pierre Blanchard in de Paleistuin op 12 juli 1785. De ballon is geland bij het dorp Zevenhuizen. De luchtballon wordt klaargemaakt binnen een afzetting waaromheen publiek is verzameld.

In 1783 is vanuit de Princessetuin voor het eerst in Nederland een luchtballon opgelaten. Twee jaar later, op 12 juli 1785, werd voor het eerst een bemande luchtballon opgelaten, met aan boord de ballonvaarder Jean-Pierre Blanchard.

## Huidig gebruik
In de 20e eeuw is de tuin aan de gemeente Den Haag geschonken, waarna het de functie van stadspark heeft gekregen. Het park is gratis toegankelijk. In de tuin zijn kunstwerken geplaatst en in 2008 is in een gedeelte van de tuin een speelplek aangelegd. Vanuit het park heeft het publiek zicht op de achterzijde van Paleis Noordeinde. Op gelegenheden waarbij voornaam bezoek in het paleis verblijft wordt het park meestal afgesloten omwille van de veiligheid. Op een dergelijke uitzondering na, is de Paleistuin geopend van zonsopkomst tot zonsondergang.

### Galerij

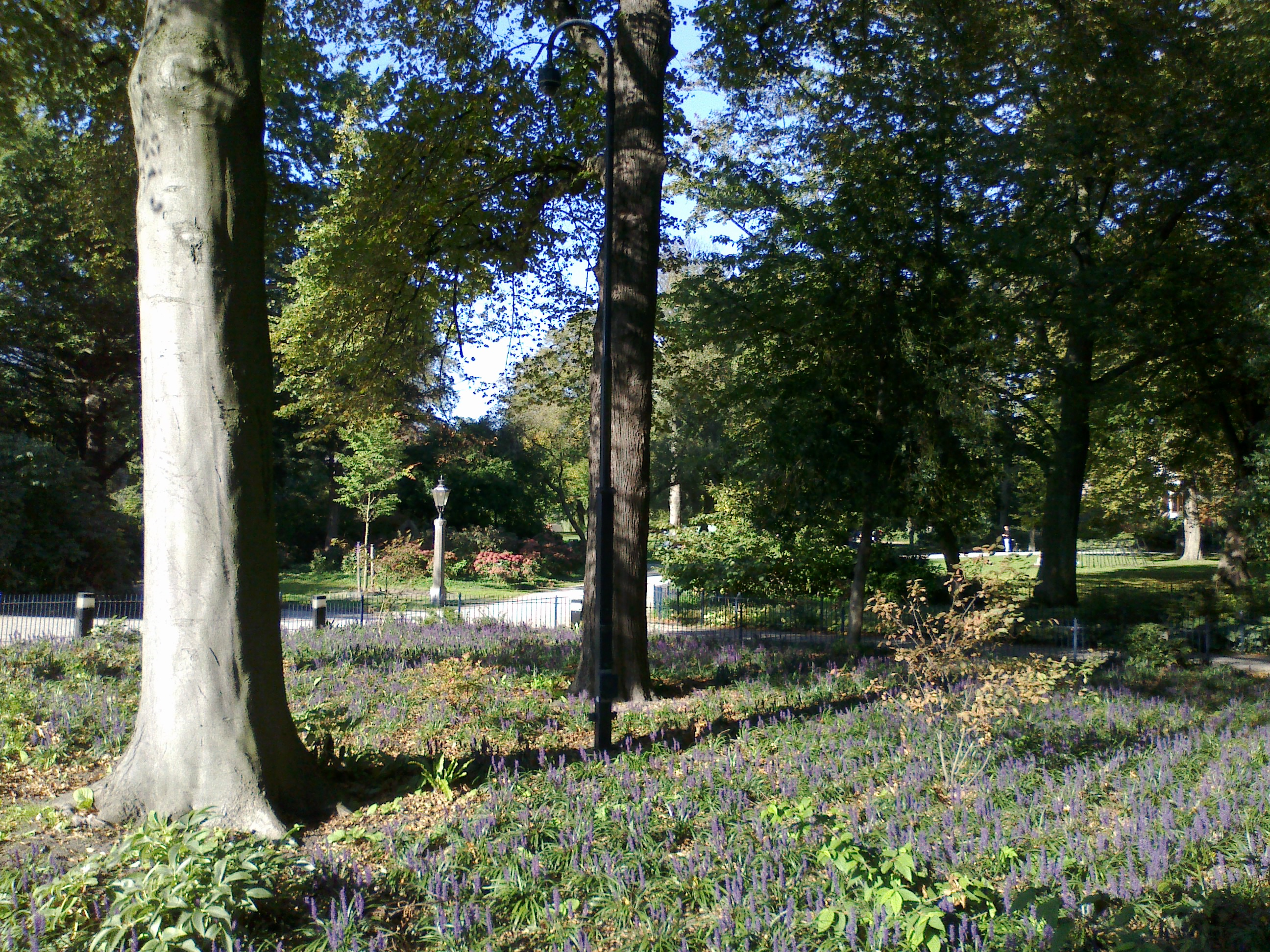
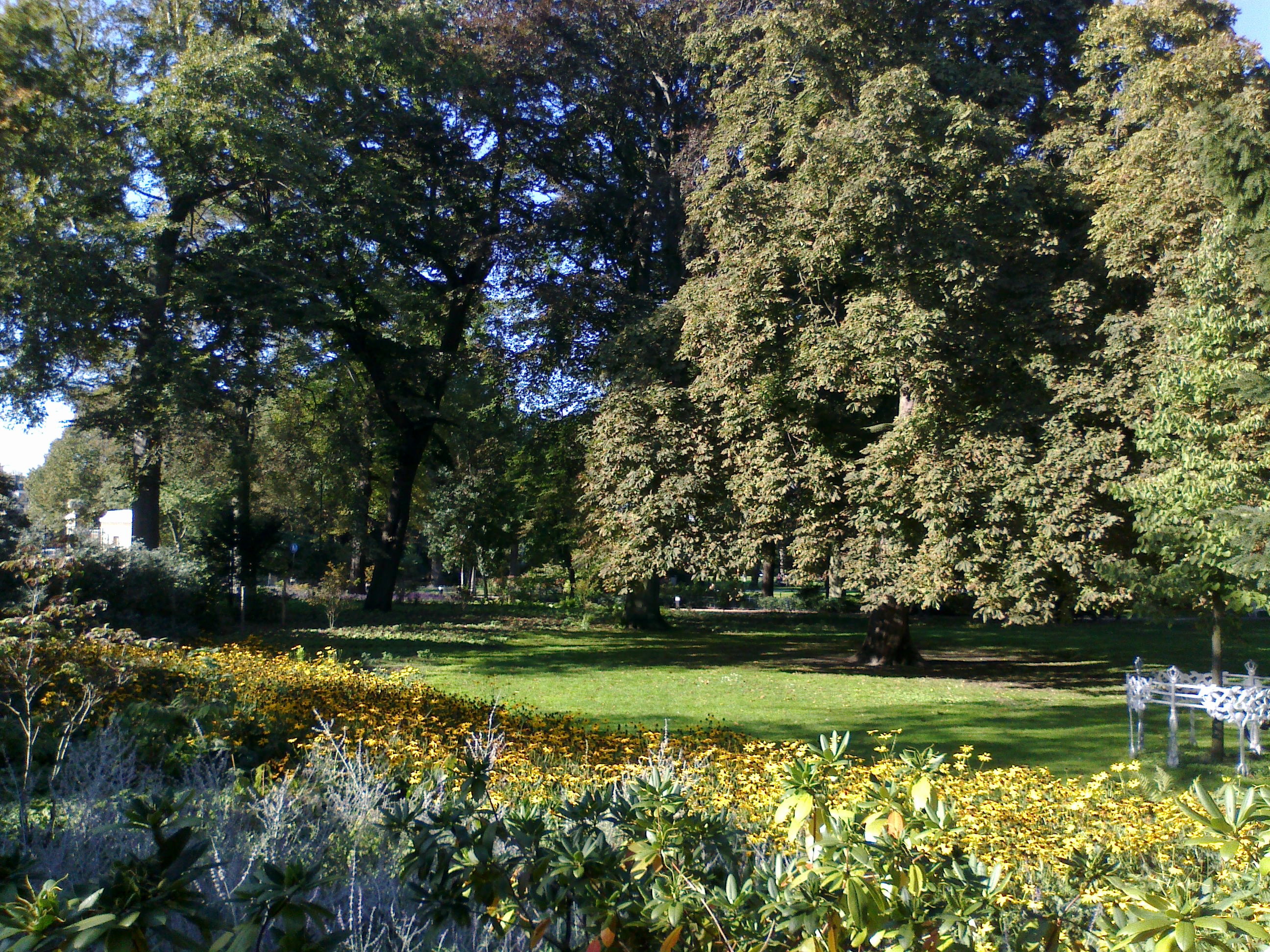
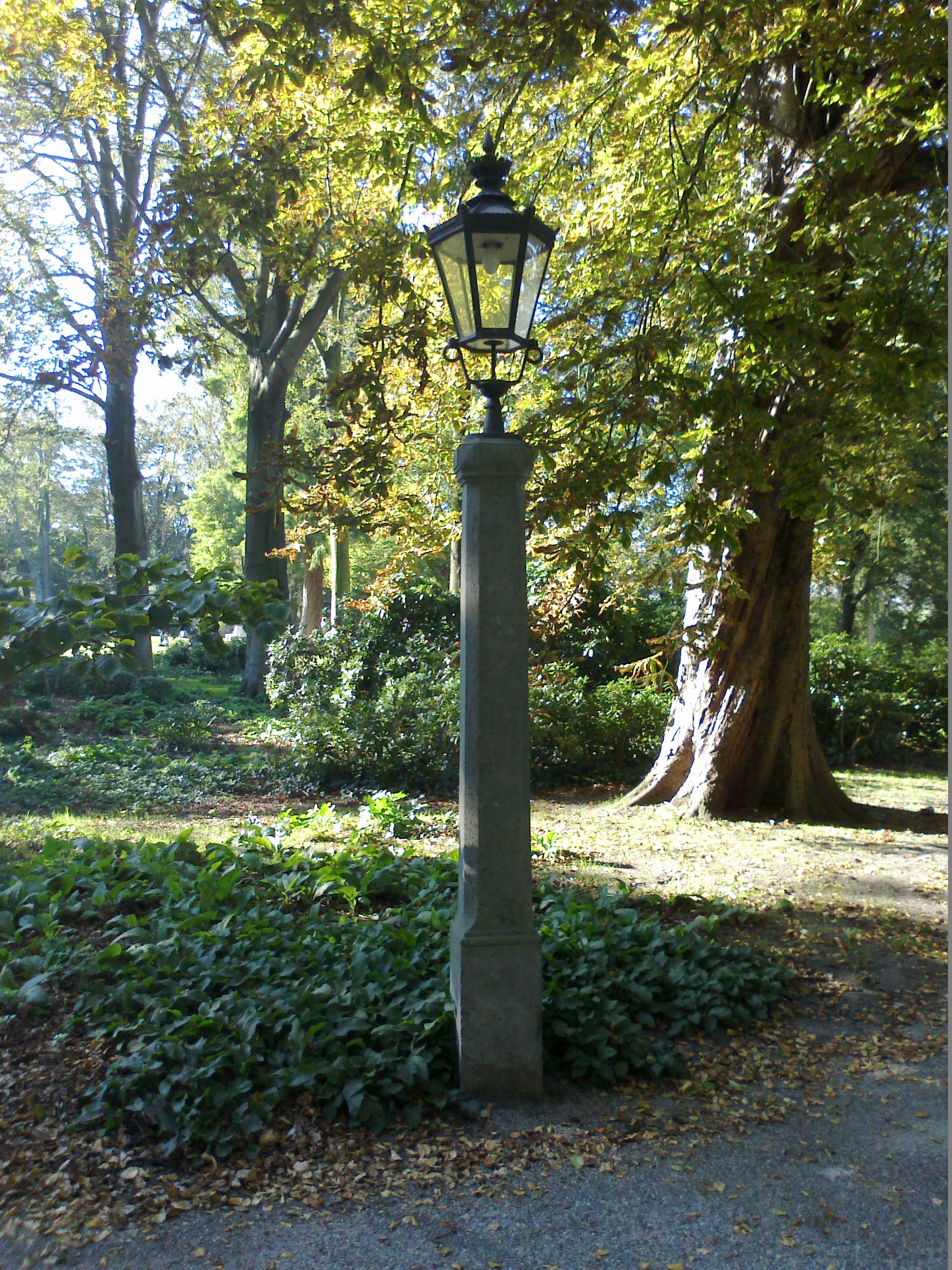
Lantaarn op natuurstenen zuil
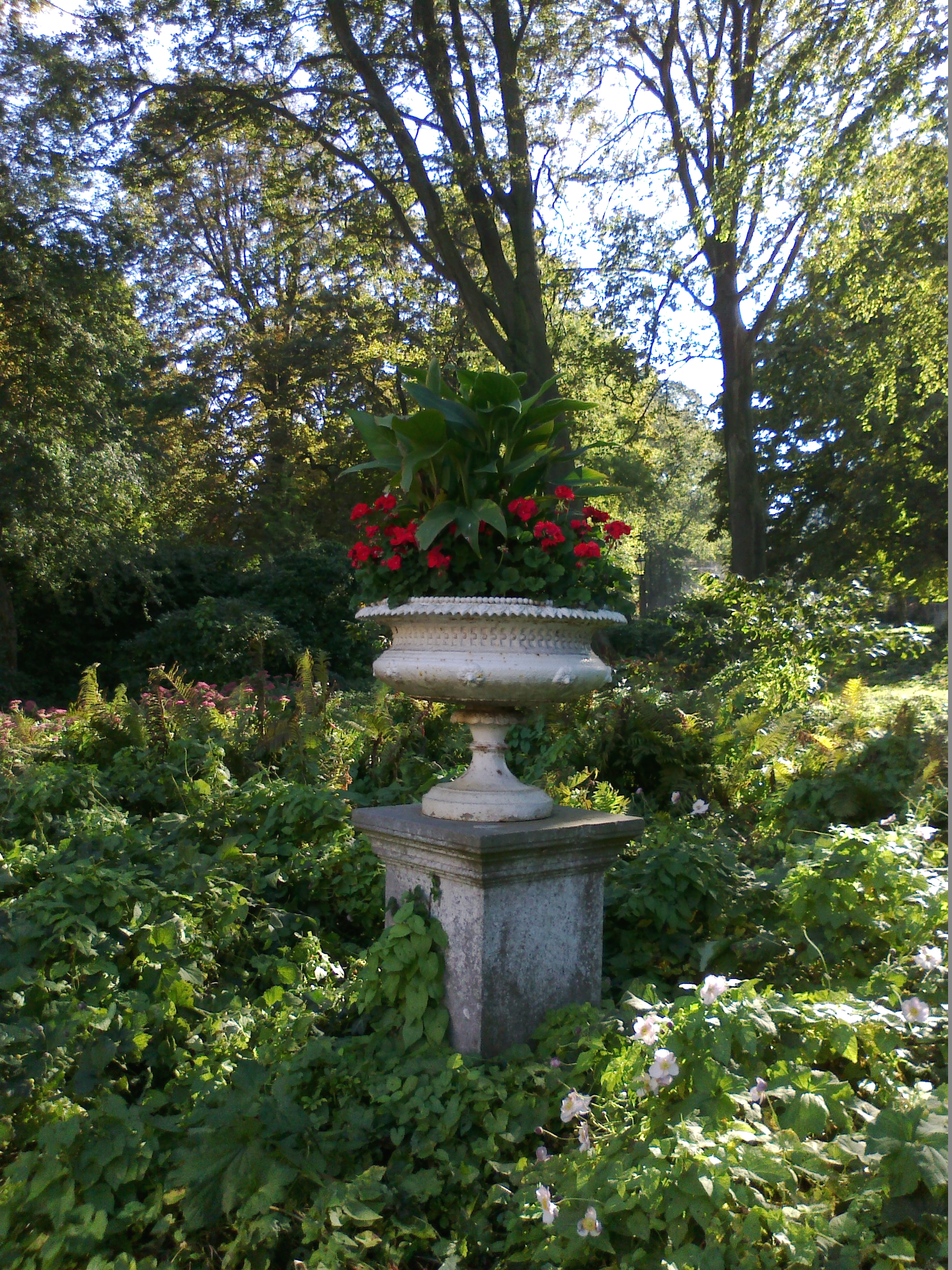
Natuurstenen zuil en bloemenvaas
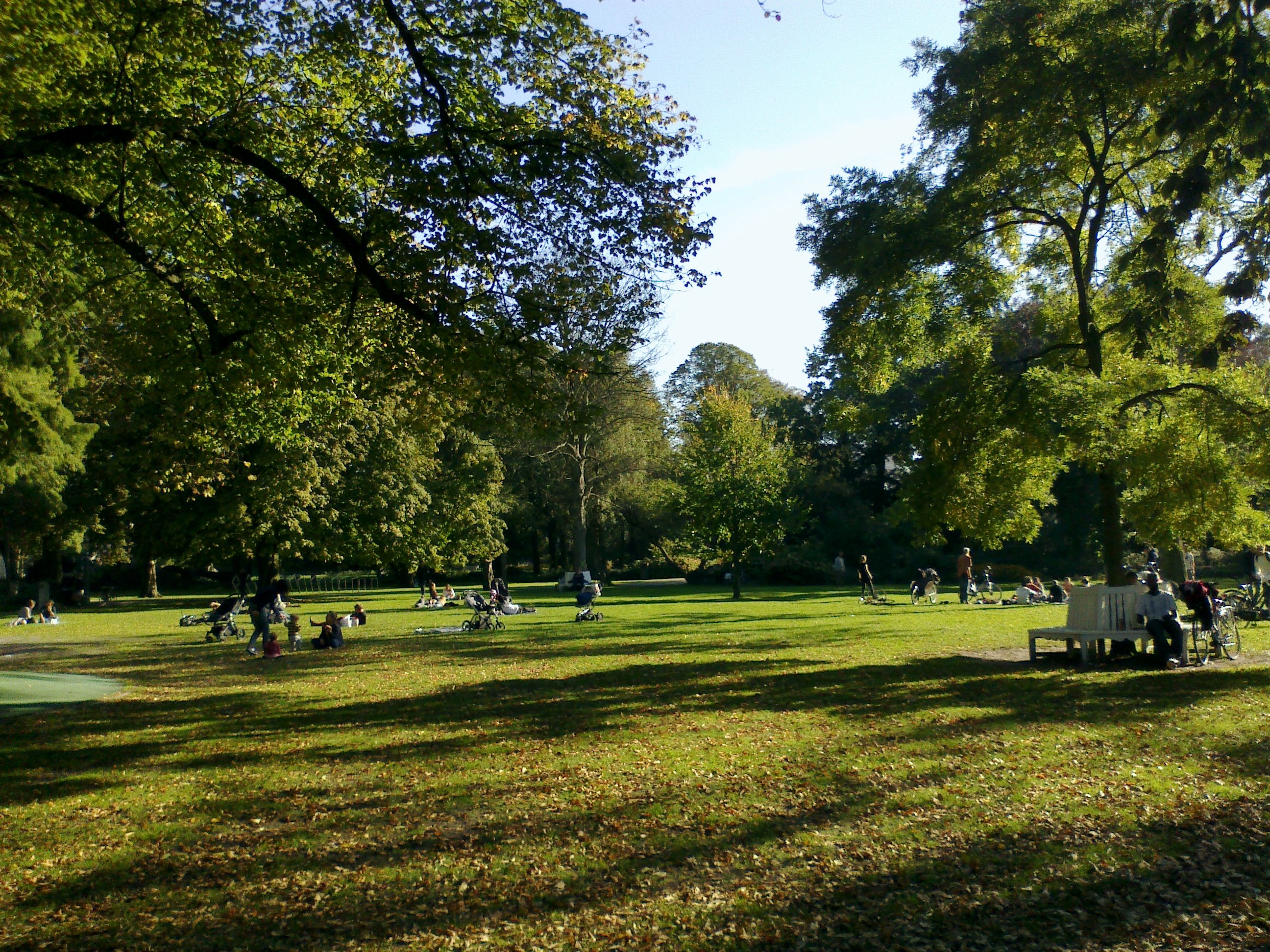
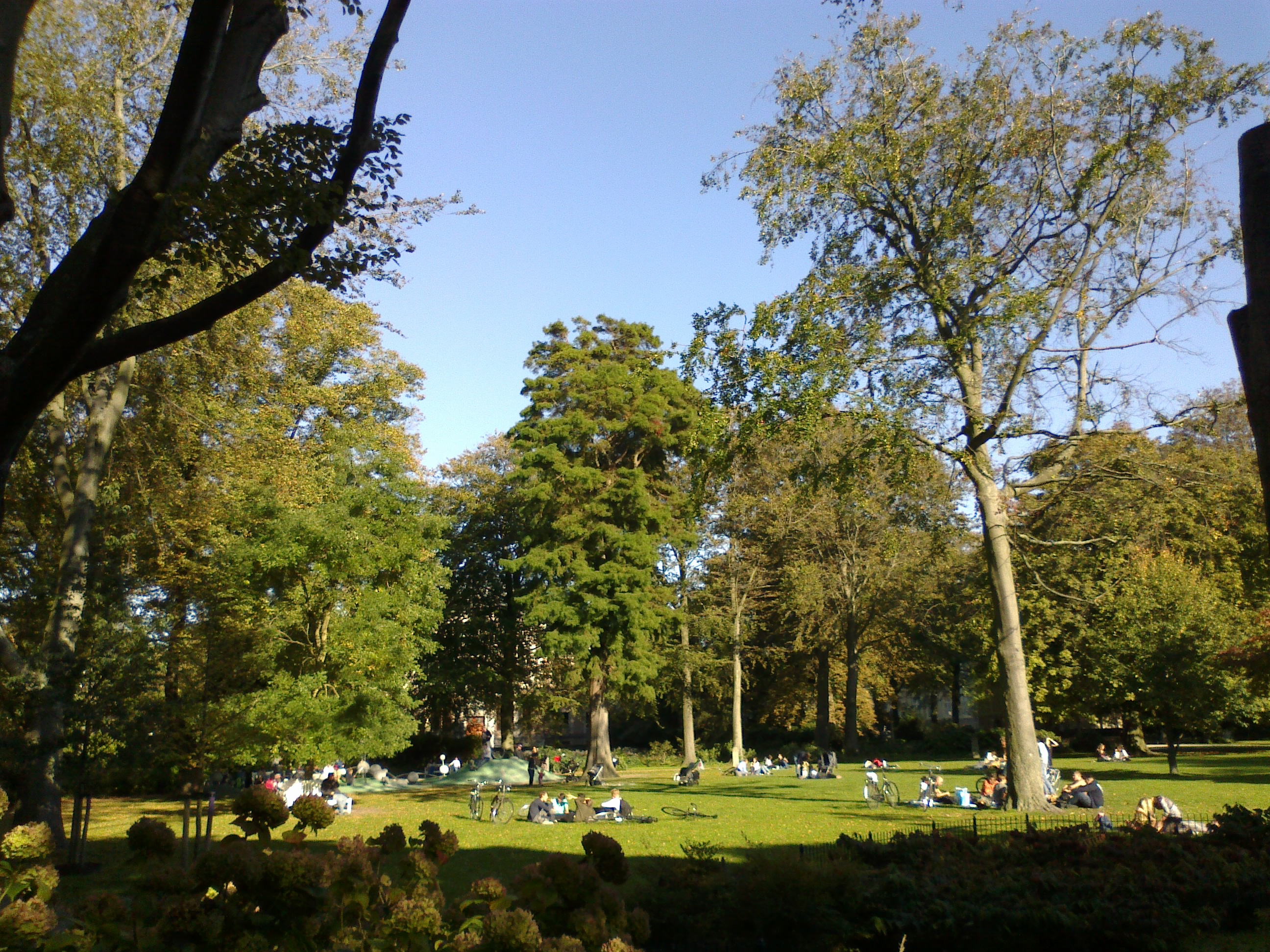
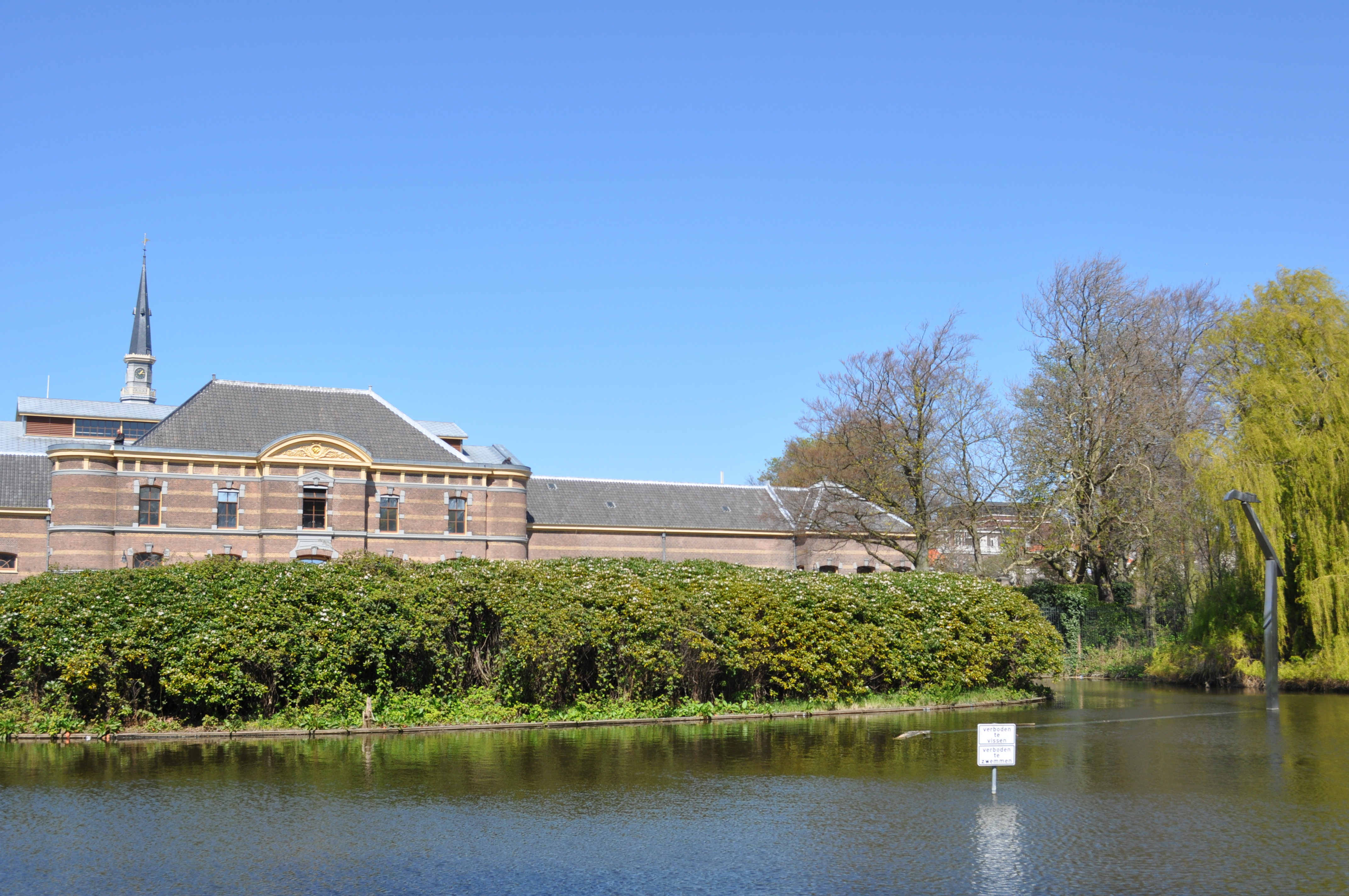
Zicht vanuit de paleistuin over een vijver en de Koninklijke Stallen
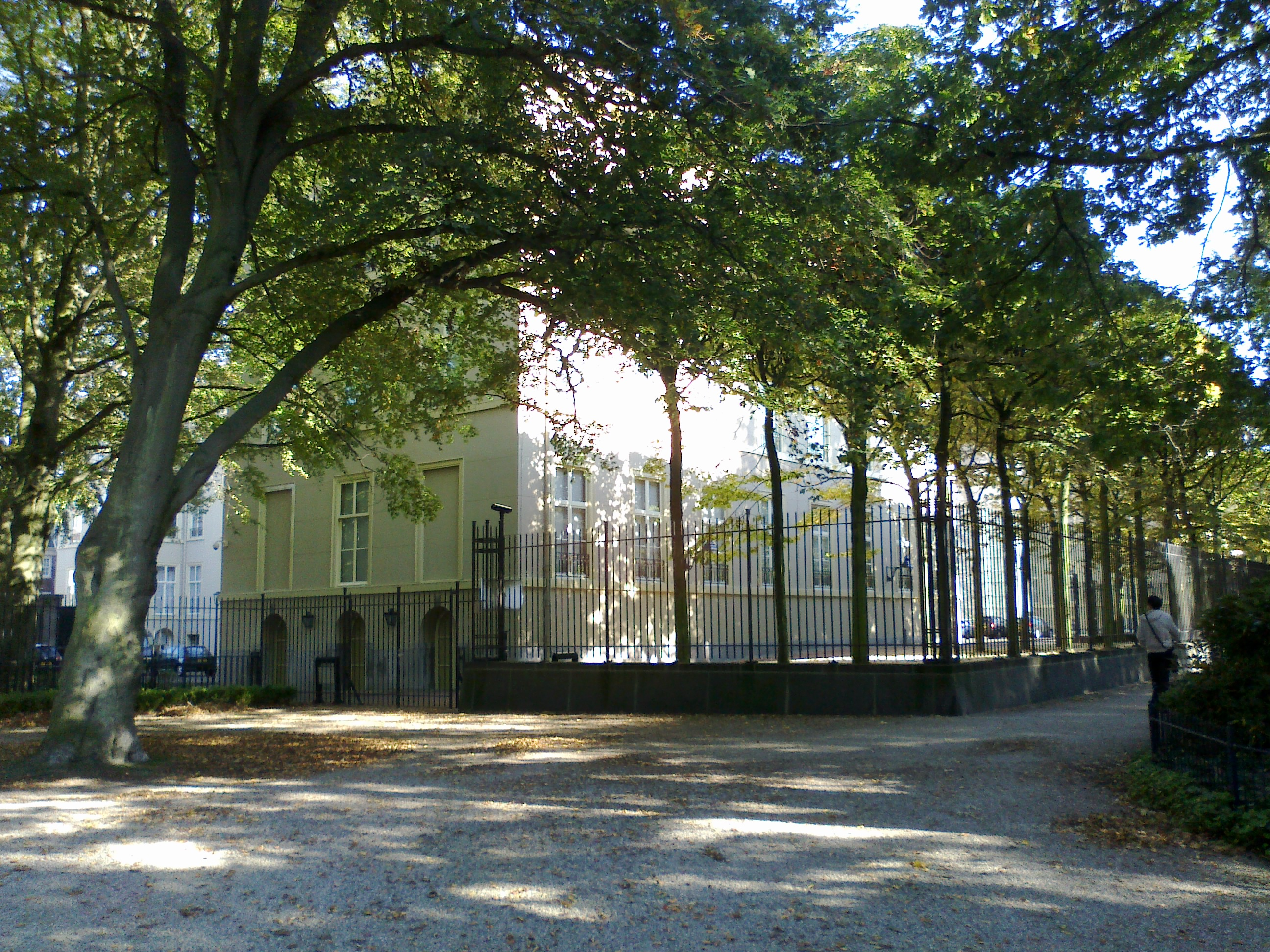
Het paleis gezien vanuit de paleistuin
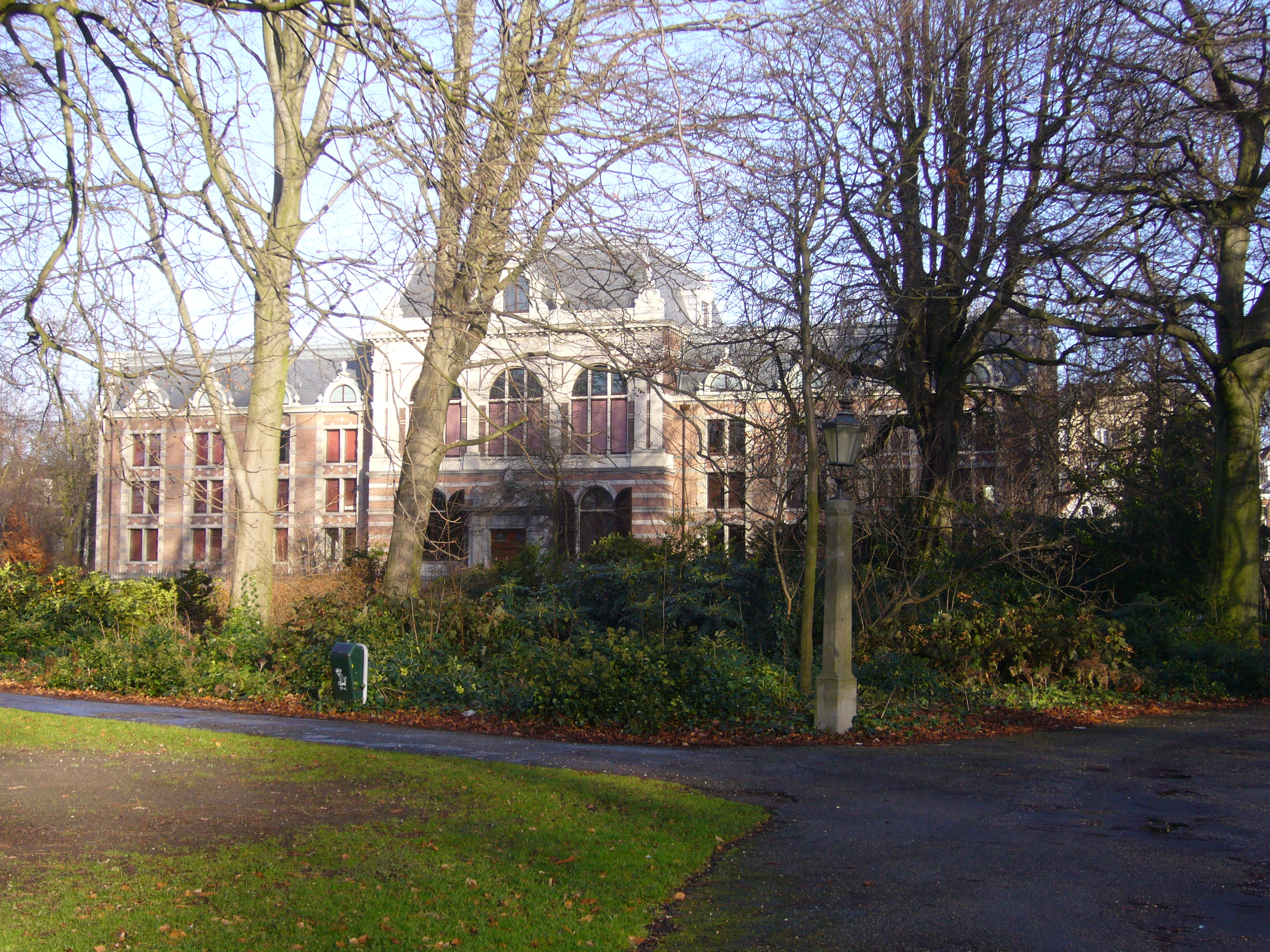
Ook het Koninklijk Huisarchief grenst aan de paleistuin
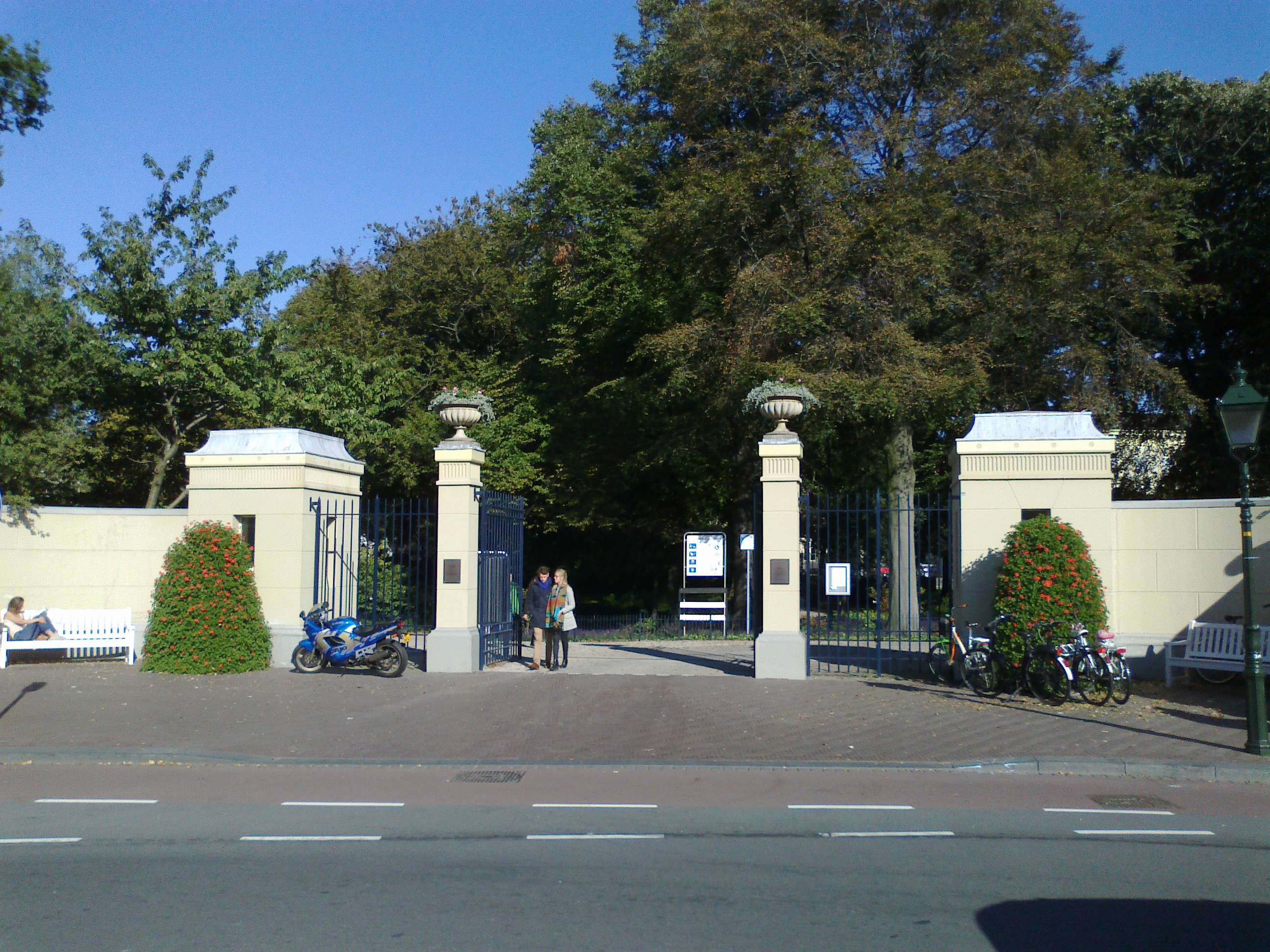
Hoofdingang aan de Prinsessewal
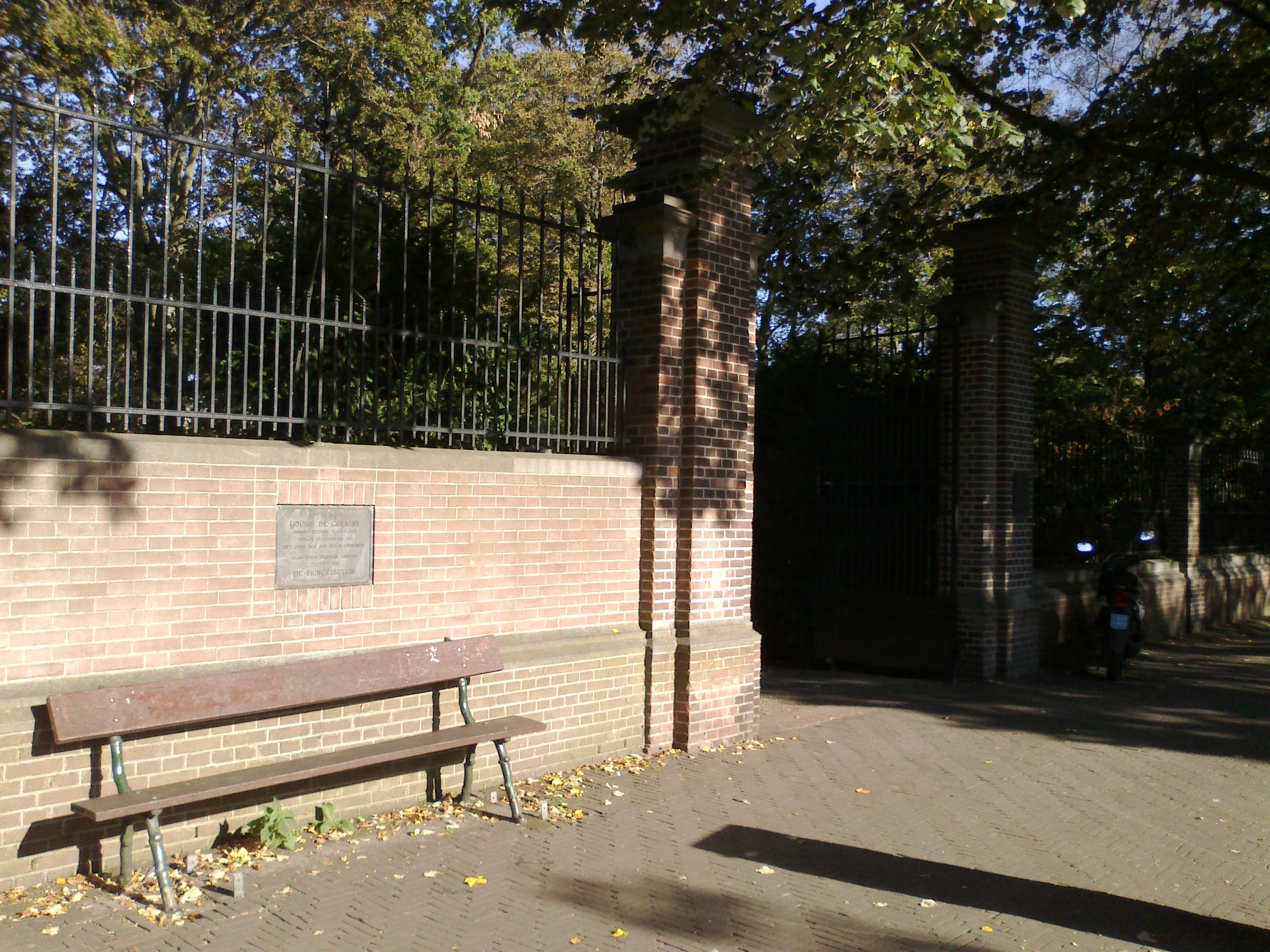
Kleine ingang aan de Prinsessewal, met plaquette Louise de Coligny
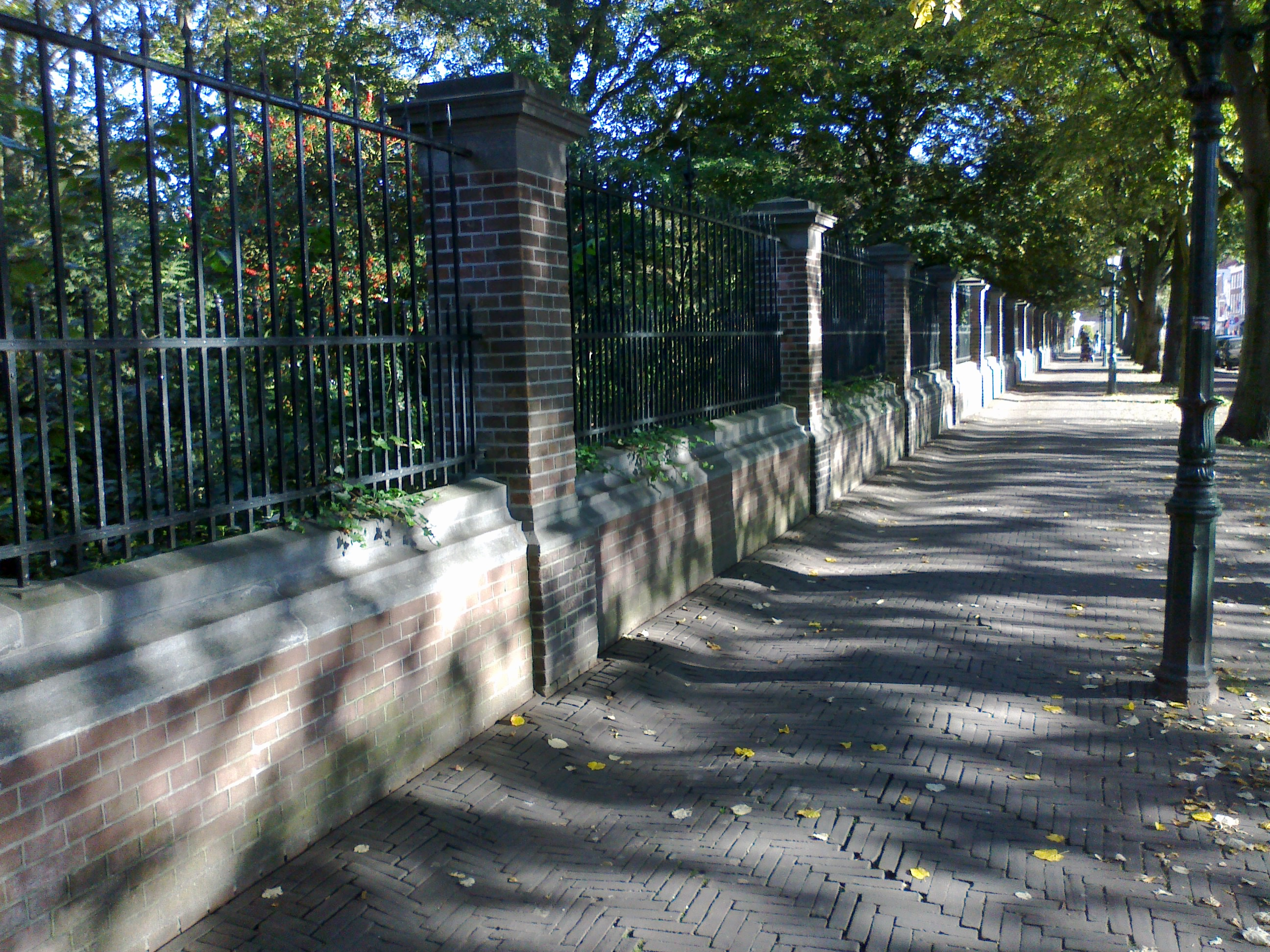
Tuinafscheiding aan de Prinsessewal

## Beeldentuin
In de Paleistuin staan verschillende beelden.

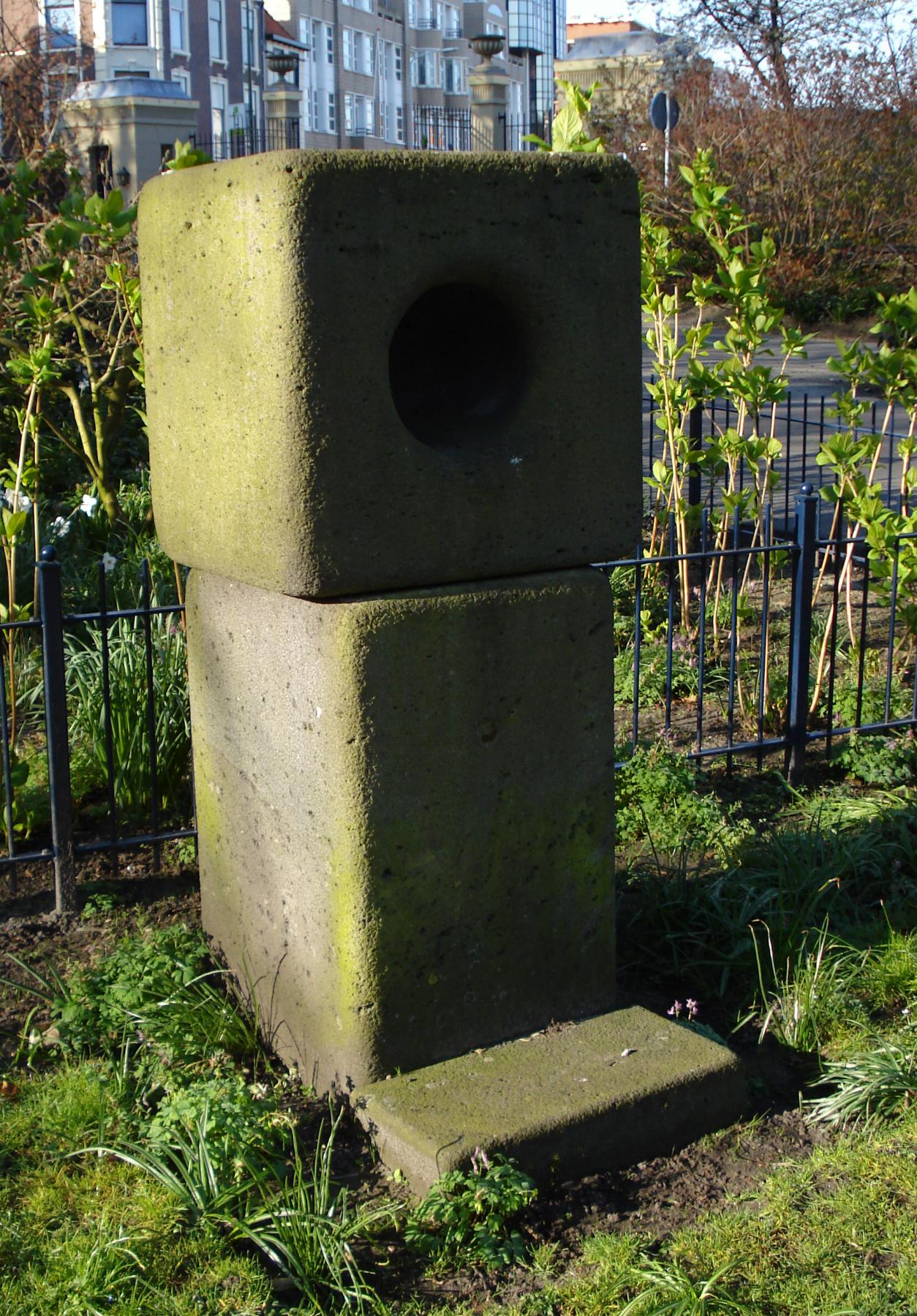
Onbekend werk
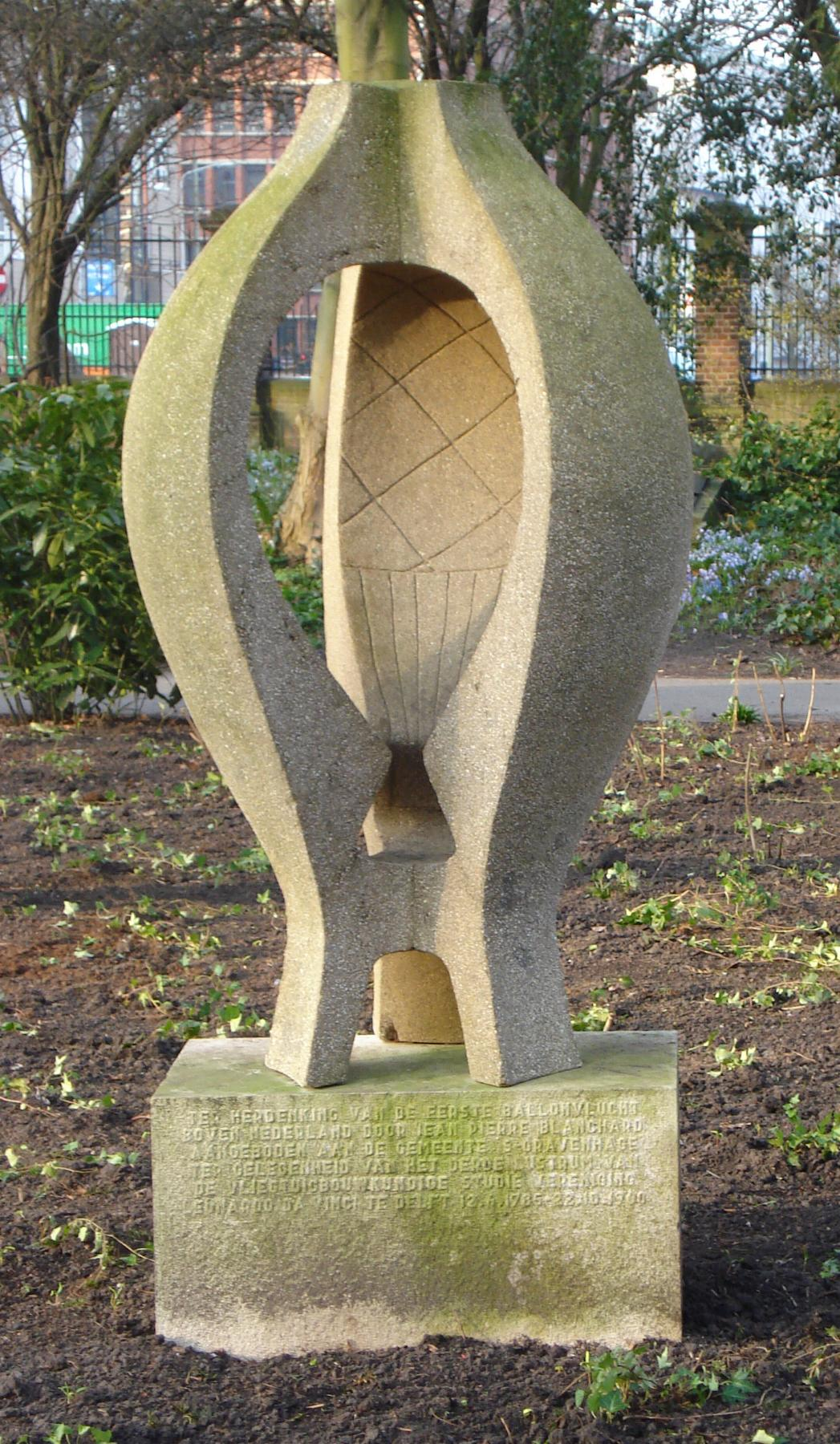
Monument eerste ballonvaart van M. v.d. Burgh & P. Donk uit 1959
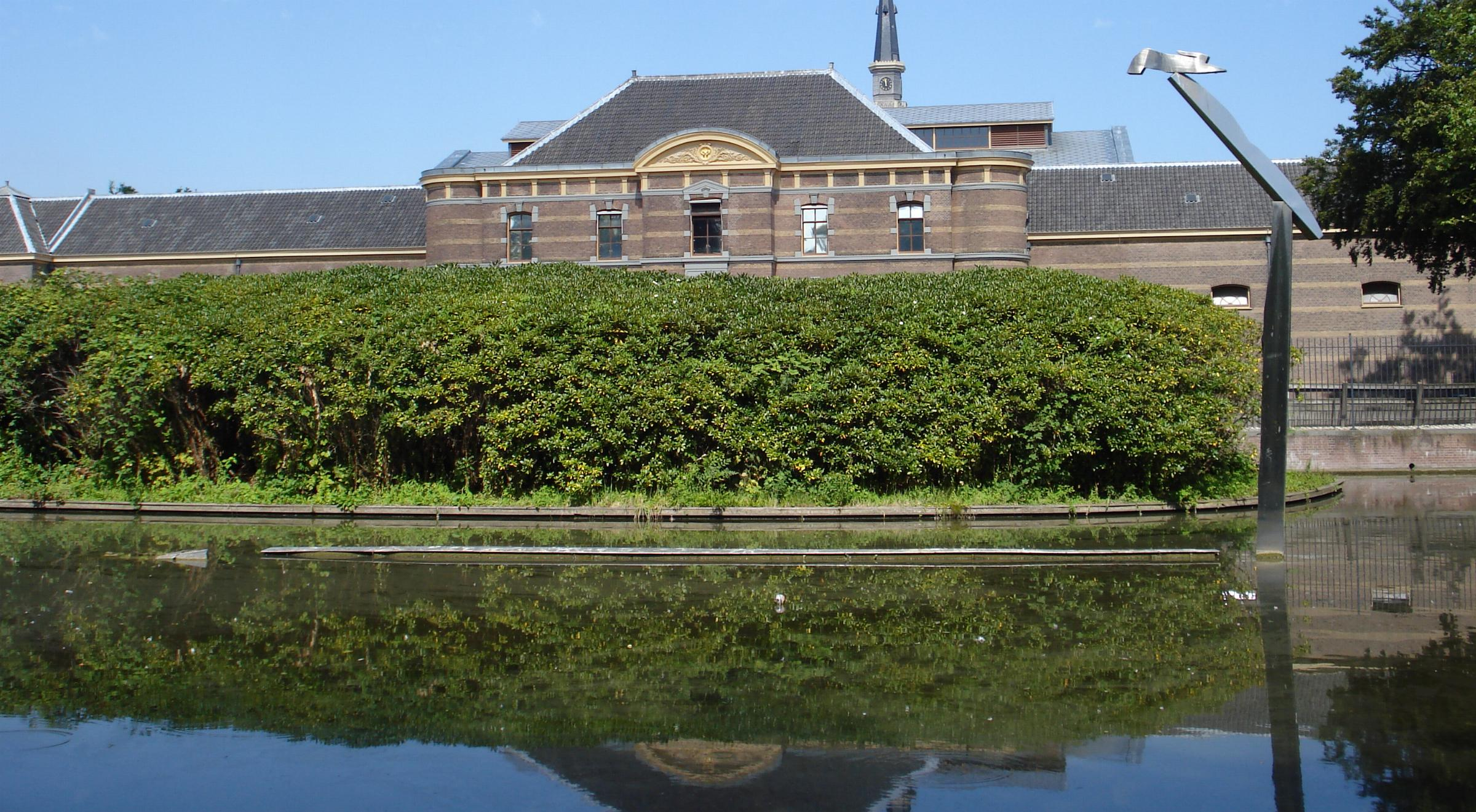
Plastiek van Eugène van Lamsweerde uit 1987
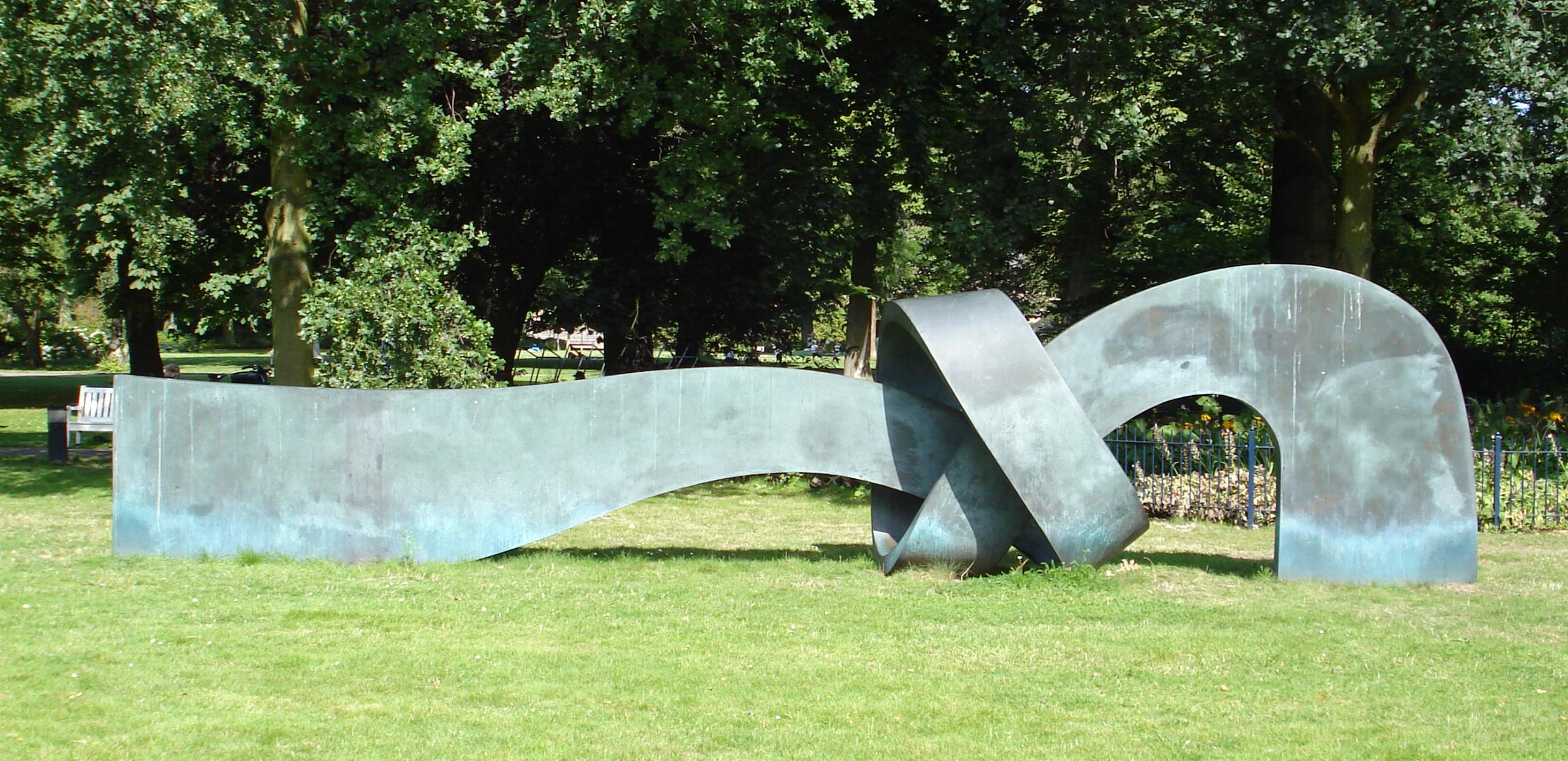
Royal Knot van Shinkichi Tajiri uit 1991
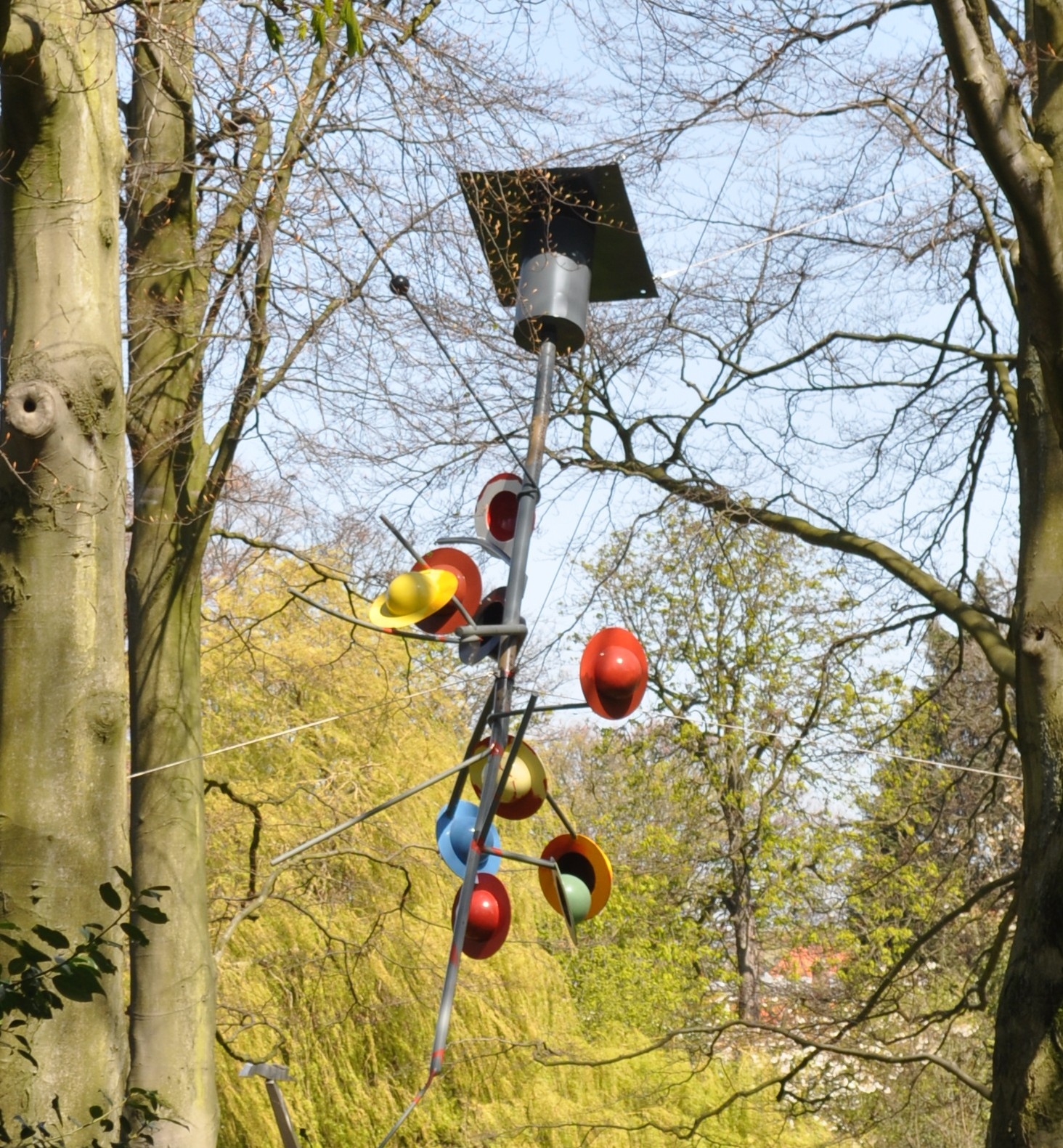
Kunstwerk van Auke de Vries uit 2006